# Guy Bertin
Guy Bertin (Aix-les-Bains, 25 de noviembre de 1954) es un expiloto de motociclismo francés.

## Biografía
Su debut en el Mundial de Motociclismo fue en la temporada 1977 en la categoría de 250cc con el Gran Premio de España con una Yamaha. Estuvo 12 temporadas de manera continuada hasta 1988.
Bertin ganó 6 Grandes Premios y su mejor temporada fue en 1980 donde acabó como subcampeón de 125cc por detrás de Pier Paolo Bianchi.
Aparte del campeonato mundial, su actividad estuvo durante mucho tiempo centrada en competiciones de resistencia y en su palmarés hay muchas participaciones en el Bol d'Or con una victoria en 1983 y varias apariciones en el Campeonato Mundial de Resistencia de la FIM.

## Resultados en el Campeonato del Mundo
Sistema de puntuación desde 1969 hasta 1987:
| Posición | 1.º | 2.º | 3.º | 4.º | 5.º | 6.º | 7.º | 8.º | 9.º | 10.º |
| Puntos   | 15  | 12  | 10  | 8   | 6   | 5   | 4   | 3   | 2   | 1    |

Sistema de puntuación desde 1988 hasta 1991:
| Posición | 1.º | 2.º | 3.º | 4.º | 5.º | 6.º | 7.º | 8.º | 9.º | 10.º | 11.º | 12.º | 13.º | 14.º | 15.º |
| Puntos   | 20  | 17  | 15  | 13  | 11  | 10  | 9   | 8   | 7   | 6    | 5    | 4    | 3    | 2    | 1    |

(Carreras en negrita indica pole position, carreras en cursiva indica vuelta rápida)

### Carreras por año
| Año  | Cat.  | Equipo     | Moto    | 1       | 2       | 3       | 4       | 5       | 6       | 7       | 8       | 9       | 10      | 11      | 12      | 13      | 14     | Pts. | Pos. |   |
| ---- | ----- | ---------- | ------- | ------- | ------- | ------- | ------- | ------- | ------- | ------- | ------- | ------- | ------- | ------- | ------- | ------- | ------ | ---- | ---- | - |
| 1977 | 250cc | Yamaha     | VEN -   |         | GER -   | NAT -   | ESP Ret | FRA 5   | YUG Ret | NED -   | BEL Ret | SWE -   | FIN -   | CZE 10  | GBR 7   |         |        | 11   | 18.º |   |
| 1977 | 350cc | Yamaha     | VEN -   |         | GER -   | NAT -   | ESP -   | FRA -   | YUG -   | NED -   |         | SWE -   | FIN -   | CZE Ret | GBR -   |         |        |      | 0    | - |
| 1978 | 250cc | Yamaha     | VEN -   | ESP -   |         | FRA 10  | NAT Ret | NED -   | BEL DNQ | SWE -   | FIN -   | GBR Ret | GER 19  | CZE 11  | YUG -   |         |        | 1    | 28.º |   |
| 1978 | 350cc | Yamaha     | VEN -   |         | AUT -   | FRA Ret | NAT -   | NED -   |         | SWE -   | FIN 6   | GBR -   | GER Ret | CZE 11  | YUG -   |         |        | 0    | -    |   |
| 1979 | 125cc | Motobécane | VEN -   | AUT -   | GER -   | NAT -   | ESP -   | YUG -   | NED -   | BEL -   | SWE Ret | FIN -   | GBR 3   | CZE 1   | FRA 1   |         |        | 40   | 6.º  |   |
| 1979 | 250cc | Yamaha     | VEN -   |         | GER 5   | NAT Ret | ESP Ret | YUG -   | NED -   | BEL -   | SWE -   | FIN -   | GBR -   | CZE Ret | FRA Ret |         |        | 6    | 24.º |   |
| 1980 | 125cc | Motobécane | NAT 2   | ESP Ret | FRA Ret | YUG 1   | NED 2   | BEL 2   | FIN Ret | GBR Ret | CZE 1   | GER 1   |         |         |         |         |        | 81   | 2.º  |   |
| 1981 | 125cc | Sanvenero  | ARG Ret | AUT Ret | GER Ret | NAT 1   | FRA 2   | ESP Ret | YUG Ret | NED 10  |         | RSM Ret | GBR Ret | FIN Ret | SWE 2   |         |        | 40   | 6.º  |   |
| 1982 | 500cc | Sanvenero  | ARG 19  | AUT DNQ | FRA Ret | ESP Ret | NAT -   | NED 22  | BEL 14  | YUG Ret | GBR -   | SWE Ret |         |         | SMR -   | GER -   |        | 0    | -    |   |
| 1983 | 250cc | MBA        |         | FRA -   | NAT -   | GER -   | ESP -   | AUT -   | YUG 10  | NED 5   | BEL -   | GBR -   | SWE -   | RSM -   |         |         |        | 7    | 20.º |   |
| 1984 | 250cc | MBA        | RSA -   | NAT -   | ESP -   | AUT 4   | GER -   | FRA -   | YUG -   | NED 5   | BEL 5   | GBR -   | SWE 8   | RSM -   |         |         |        | 23   | 11.º |   |
| 1985 | 250cc | Malanca    | RSA DNQ | ESP -   | GER -   | NAT -   | AUT -   | YUG DNQ | NED -   | BEL 15  | FRA -   | GBR -   | SWE -   | RSM 18  |         |         |        | 0    | -    |   |
| 1986 | 250cc | Parisienne | ESP -   | NAT -   | GER -   | AUT -   | YUG -   | NED -   | BEL -   | FRA DNQ | GBR DNQ | SWE 14  | RSM -   | BDN -   |         |         |        | 0    | -    |   |
| 1987 | 250cc | Honda      | JAP 16  | ESP 11  | GER Ret | NAT 10  | AUT 16  | YUG 17  | NED 12  | FRA Ret | GBR 20  | SWE 18  | CZE 21  | RSM 18  | POR 16  | BRA 16  | ARG 11 | 1    | 25.º |   |
| 1988 | 250cc | Yamaha     | JAP -   | USA -   | ESP 21  | EXP DNQ | NAT DNQ | GER DNQ | AUT 17  | NED -   | BEL 11  | YUG 16  | FRA 19  | GBR -   | SWE DNQ | CZE DNQ | BRA 19 | 5    | 35.º |   |